# Санта Филомена (Асти)
Санта Филомена (итал. Santa Filomena) је насеље у Италији у округу Асти, региону Пијемонт.
Према процени из 2011. у насељу је живело 12 становника. Насеље се налази на надморској висини од 257 м.